# Dzikowiec
Dzikowiec è un comune rurale polacco del distretto di Kolbuszowa, nel voivodato della Precarpazia.
Ricopre una superficie di 121,66 km² e nel 2005 contava 6 646 abitanti.